# Edwin Griffiths
Edwin Griffiths (1884–1950) là một cầu thủ bóng đá người Anh thi đấu cho Stoke.

## Sự nghiệp
Griffiths sinh ra ở Hanley và chơi bóng ở Charterhouse School, Old Carthusians và North Staffs Normads trước khi gia nhập Stoke năm 1908. Ông thi đấu 7 trận cho Stoke trong mùa giải 1908–09 và sau khi không thể ghi bàn được, ông quay lại bóng đá nghiệp dư.

## Thống kê sự nghiệp
| Câu lạc bộ          | Mùa giải            | Giải vô địch | Giải vô địch | Cúp FA  | Cúp FA    | Tổng    | Tổng      |
| Câu lạc bộ          | Mùa giải            | Số trận      | Bàn thắng    | Số trận | Bàn thắng | Số trận | Bàn thắng |
| ------------------- | ------------------- | ------------ | ------------ | ------- | --------- | ------- | --------- |
| Stoke               | 1908–09             | 7            | 0            | 0       | 0         | 7       | 0         |
| Tổng cộng sự nghiệp | Tổng cộng sự nghiệp | 7            | 0            | 0       | 0         | 7       | 0         |